# Bupleurum lancifolium
Bupleurum lancifolium är en växtart i släktet harörter (Bupleurum) och familjen flockblommiga växter. Den beskrevs av Jens Wilken Hornemann 1808.
Arten är en ettårig subtropisk växt som förekommer kring Medelhavet, från södra Spanien och Nordafrika till Mellanöstern, Kaukasus och Iran. Den är även introducerad i stora delar av Nordamerika.
Arten har två accepterade varieteter: utöver nominatformen finns även B. l. var. subacaule.